# Calypso
Pour les articles homonymes, voir Calypso (homonymie).
Dans la mythologie grecque, Calypso  (en grec ancien : Καλυψώ / Kalypsṓ, « celle qui scelle, enveloppe ») est une nymphe de la mer, ayant, par amour, retenu auprès d'elle Ulysse, pendant sept des dix années de son retour de Troie à Ithaque.

## Famille

### Ascendance
Calypso « aux belles boucles » passe pour être une nymphe, fille d'Atlas, selon Homère et le pseudo-Apollodore. Hésiode la range quant à lui parmi les Océanides. Apollodore place également une Calypso dans sa liste de Néréides mais, comme il donne également Calypso comme fille d'Atlas, il pourrait s'agir d'une homonyme.

### Descendance
Le poète du Catalogue des femmes lui prête des amours mystérieuses mais prolifiques avec Hermès, dont elle aurait eu le peuple entier des Céphalléniens.
Selon certaines traditions, elle aurait eu deux fils du héros Ulysse, à savoir Nausinoos et Nausithoos.

## Mythe
Calypso est considérée comme la reine de l'île mythique d'Ogygie, où elle vit entourée d'autres nymphes.
Dans l’Odyssée, elle recueille Ulysse après son naufrage et tombe éperdument amoureuse de lui. Elle réussit à le retenir sur son île pendant sept ans, lui offrant même l'immortalité s'il consent à rester près d'elle. Mais Zeus prend pitié de ce que lui dit sa chère fille Athéna et envoie Hermès son fils lui donner l'ordre de relâcher Ulysse. Calypso le laisse partir et achever son retour. Il aura donc été retenu par la présence de Calypso deux fois plus longtemps que par l'ensemble des autres obstacles placés sur sa route par Poséidon.
Certaines versions lui donnent deux fils du héros : Nausinoos et Nausithoos.

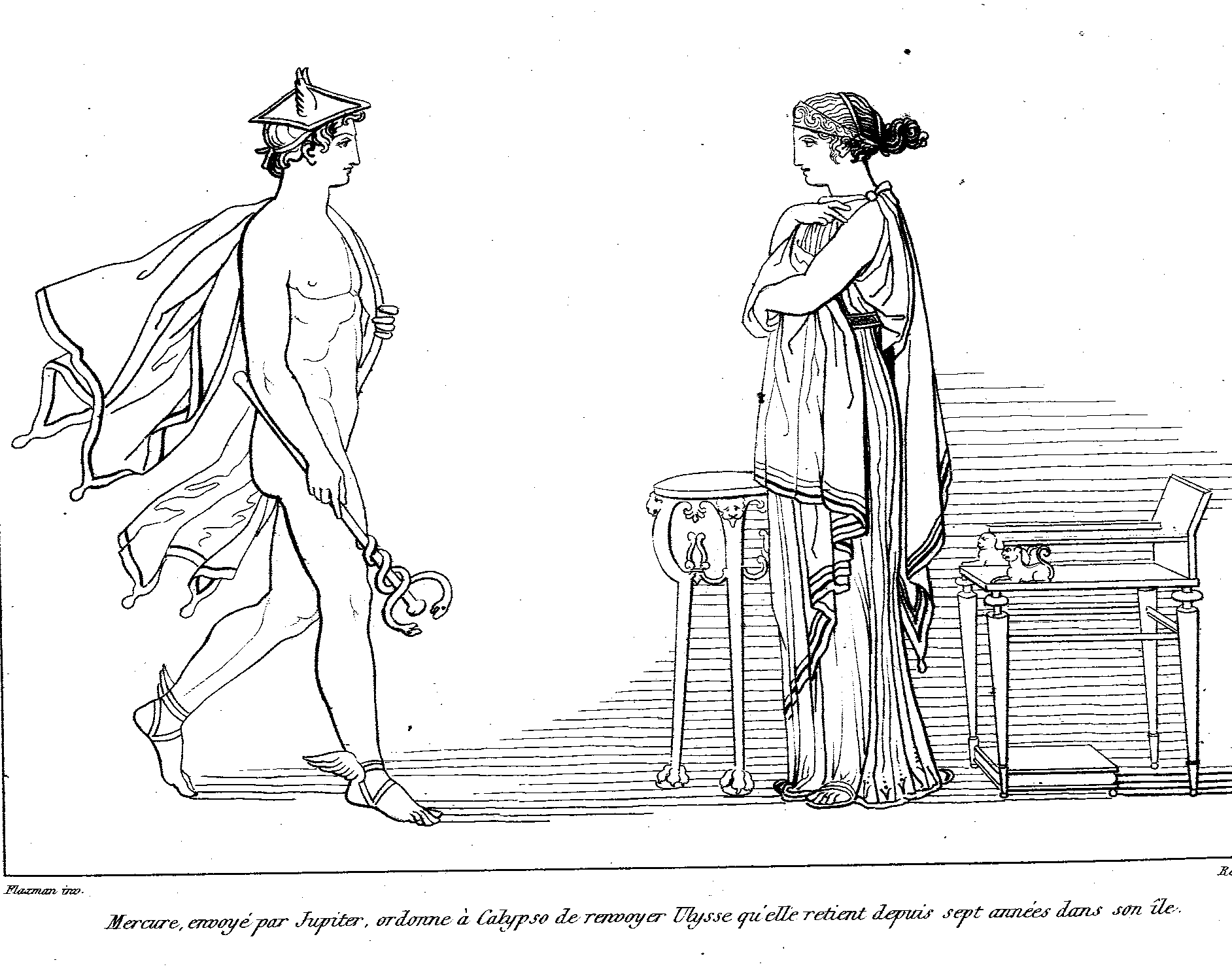
Hermes ordonne à Calypso de libérer Ulysse
John Flaxman, 1810.

## Postérité

### Dans la littérature
- Fénelon, dans Les Aventures de Télémaque[7], fait échouer Télémaque et Mentor sur l'île de Calypso.

### Dans la musique
- Calypso est un poème symphonique d'Adrien Rougier, issu d'une trilogie sur l'Odyssée[8].
- Calypso est l'album de Joé Dwèt Filé, sorti en 2021, suivi de la version Winter Edition en 2022.
- Calypso apparaît aussi dans l'album concept Epic: The Musical de Jorge Rivera-Herrans. Interprétée par Barbara Wangui, elle chante les titres "Love in Paradise" et "Not Sorry For Loving You"[réf. souhaitée].

### Dans la culture populaire

#### Films et séries
- 1981 : Elle est un des personnages principaux de l'épisode 25 de la série d'animation Ulysse 31.
- 2006–2007 : Dans les deuxième et troisième volets de la trilogie Pirates des Caraïbes, Calypso, interprétée par Naomie Harris, est la déesse de la mer et apparaît d'abord sous forme humaine, celle de la sorcière Tia Dalma. Elle ne révèle être Calypso qu’à la fin du troisième film.
- 2018 : Le deuxième épisode de la websérie américaine d'anthologie de science-fiction Star Trek: Short Treks s'intitule Calypso et conte une histoire inspirée de la mythologie, celle d'un naufragé dans une navette de sauvetage recueilli par Zora, l'ordinateur de bord du vaisseau USS Discovery abandonné dans l'espace depuis un millénaire, devenu conscient de sa propre existence. Comme Ulysse, il quittera Zora pour retrouver les siens à la fin de l'histoire, après une courte romance.
- 2023 : Shazam! Fury of the Gods de David F. Sandberg, incarnée par Lucy Liu.

#### Romans
- Elle apparaît également dans le tome 4, La Bataille du labyrinthe (2008), de la série Percy Jackson de Rick Riordan, puis dans les tomes 4, La Maison d'Hadès, et 5, Le Sang de l'Olympe, de la série Héros de l'Olympe ainsi que dans la saga Les Travaux d'Apollon, du même auteur.

#### Bandes-dessinées
- Calypso apparaît dans les premiers albums des deux versions de la bande-dessinée Ulysse de Cosimo Ferri. Le déroulement de l'histoire commence sur son île et les évènements antérieurs sont présentés dans des récits sous forme de flashbacks. Elle figure sur les plats de devant et de derrière de la version érotique parue chez Tabou et sur le plat de devant uniquement de la version expurgée parue chez Graph Zeppelin.

#### Autres
- C'est le nom du bateau du célèbre explorateur océanographe Jacques-Yves Cousteau.
- Titre d'une chanson de Suzanne Vega et d'une chanson de France Gall.
- Calypso est un parc aquatique en Ontario (Canada).

## Représentations dans la peinture

Calypso dans la peinture
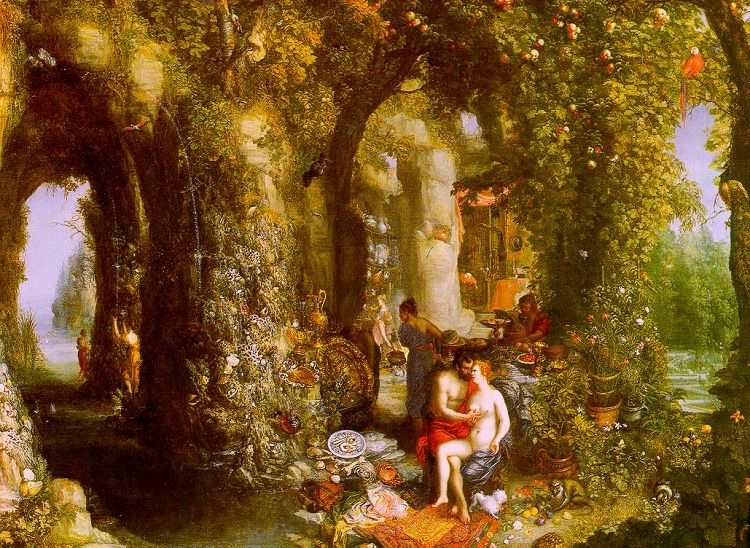
Ulysse et Calypso Jan Brueghel l'Ancien, 1616 Johnny van Haeften Gallery, Londres.
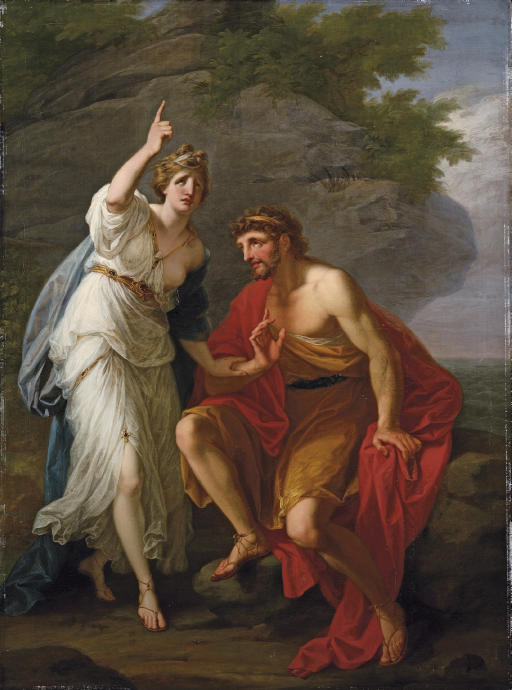
Calypso appelle le ciel et la terre à témoigner sa sincère affection pour Ulysse Angelica Kauffmann, vers 1779 Collection privée[9].
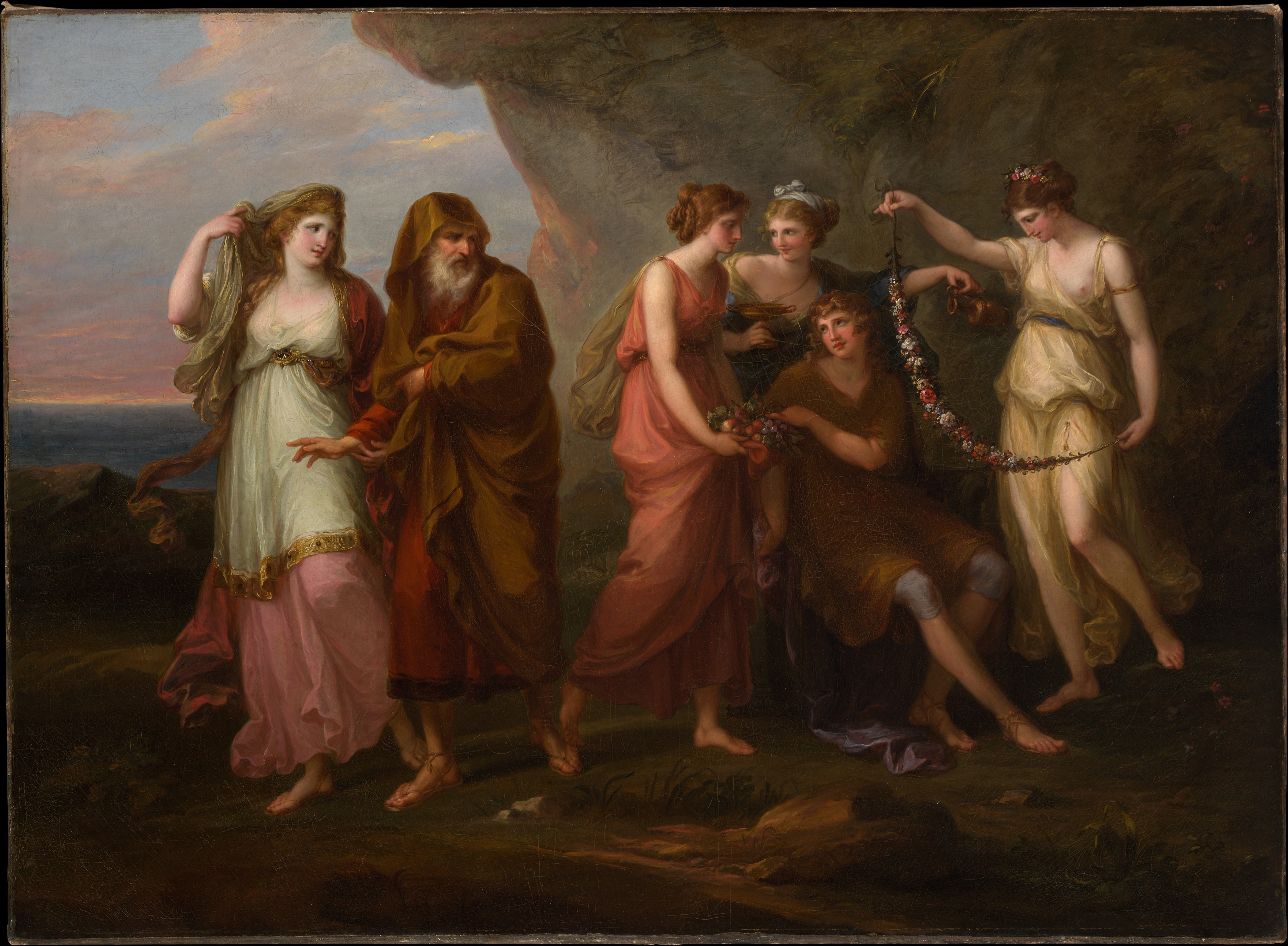
Télémaque et les nymphes de Calypso Angelica Kauffmann, 1782 Metropolitan Museum, New York[10].
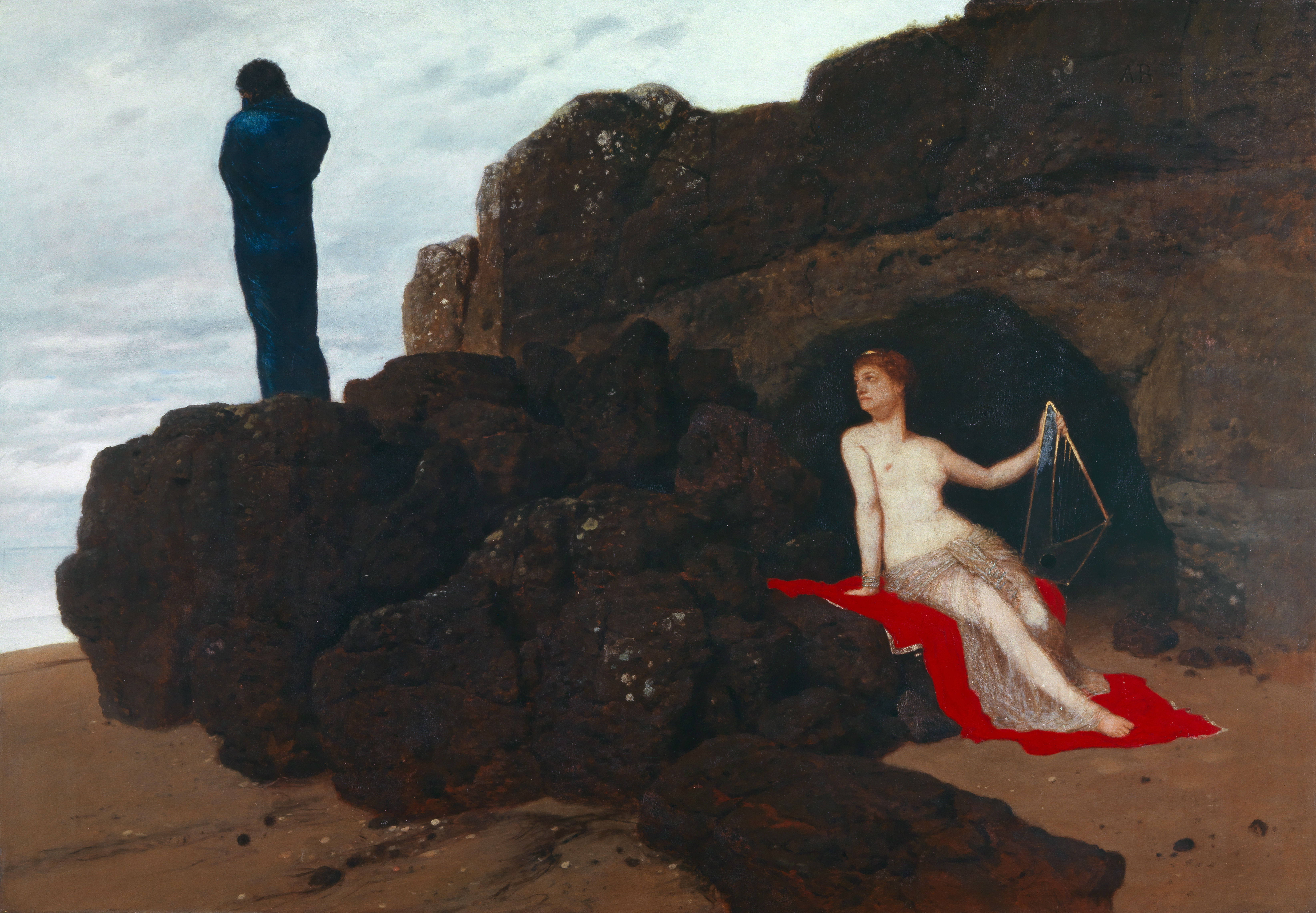
Ulysse et Calypso Arnold Böcklin, 1883 Kunstmuseum (Bâle).

### Sources
- Pseudo-Apollodore, Épitome [détail des éditions] [lire en ligne] (VII, ).
- Catalogue des femmes [détail des éditions] (CL, 31).
- Hésiode, Théogonie [détail des éditions] [lire en ligne] (v. 359 et 1017-1018).
- Homère, Odyssée [détail des éditions] [lire en ligne] (I, vers 13-15 ; 50 à 57 ; V, 57-58.)